# Laura Garcete
Laura Leticia Garcete Riveros (sinh 1990) là một người mẫu, người đẹp người Paraguay. Cô đoạt giải nữ hoàng của cuộc thi sắc đẹp và được trao vương miện Nuestra Belleza Paraguay 2015 nhưng bị phế truất ngôi vị này kể từ khi cô mang thai trong thời gian giữ danh hiệu của mình.

## Cuộc sống cá nhân
Garcete đại diện cho Paraguay tham gia cuộc thi Hoa hậu Yacht Quốc tế 2012 tại Trung Quốc vào ngày 17 tháng 11 năm 2012 và tại cuộc thi Hoa hậu Hoa Kỳ 2013 tổ chức tại Ecuador vào ngày 13 tháng 9 năm 2013

## Nuestra Belleza Paraguay 2015
Ngày 21 tháng 9 năm 2015, Laura được trao vương miện Nuestra Belleza del Paraguay 2015 tại Asuncion. Ba thí sinh hoa hậu khác nhau đã được trao danh hiệu là Hoa hậu Thế giới Paraguay, Hoa hậu Quốc tế Paraguay và Hoa hậu Trái đất Paraguay. Với danh hiệu Nuestra Belleza del Paraguay 2015, Laura được cho là sẽ tham gia thi đấu tại cuộc thi Hoa hậu Hoàn vũ 2015. Tuy nhiên, trong thời gian giữ danh hiệu của mình, cô đã mang thai và do đó đã bị phế bỏ danh hiệu. Thay thế Garcete, đại diện Hoa hậu Hoàn vũ cho đất nước Paraguay tham gia cuộc thi Hoa hậu Hoàn vũ 2015 là Myriam Arévalos.

## Reina Hispanoamericana 2015
Ngày 24 tháng 10 năm 2015, Garcete đại diện cho đất nước của cô tham gia cuộc thi Reina Hispanoamericana lần thứ 25 và được trao danh hiệu Virreina (Vị trí thứ 2) của cuộc thi.